# DiE DR3i
DiE DR3i (gesprochen: Die Drei, Untertitel: Neues aus Rocky Beach) ist eine Hörspielserie, die auf der US-amerikanischen Jugendbuchserie The Three Investigators von Robert Arthur, besser bekannt als Die drei ??? basiert. Die Schreibweise DiE DR3i ist eine Reminiszenz an den Autor Robert Arthur und auf das in den USA altbewährte Serienkürzel T3I als Kurzform für The Three Investigators.

## Entstehung
Die Originalserie wurde von dem US-amerikanischen Verlag Random House verlegt. Der Kosmos-Verlag hatte von Random House die Lizenz für die Verwertung der The-Three-Investigators-Serie für den deutschsprachigen Markt erworben und vergab seinerseits die Rechte für die Hörspieladaption an das Label Europa. Von 1979 an erschienen regelmäßig Hörspiele der drei ???, basierend auf den Büchern. → Geschichte der Serie Die drei ???
Aufgrund eines Urheberrechtsstreits zwischen dem Kosmos-Verlag und Sony BMG, zu dem das Label Europa gehört, entschloss sich Europa Anfang 2005, keine weiteren Folgen zu veröffentlichen, die auf den Buchvorlagen des Kosmos-Verlages basieren. Zu diesem Zeitpunkt waren die Bücher Spur ins Nichts und … und der Geisterzug bereits komplett als Hörspiel eingesprochen.
Sony BMG erwarb schließlich 2006 unabhängig vom Kosmos-Verlag von den Erben Robert Arthurs sämtliche deutschen Rechte an Arthurs Werken und der Nutzung der originalen Charaktere und Schauplätze. Wegen des Markenschutzes der Wortmarke Die drei ??? vermied Europa die Nutzung dieser Marke sowie der von Kosmos kreierten Namen. Stattdessen wurden nunmehr die Original-Charaktere und -Namen, die auf der Idee Arthurs beruhen, verwendet. Europa führte die Hörspiel-Serie unter dem Namen DiE DR3i fort; die Geschichten wurden extra für die Hörspielserie geschrieben und basierten nicht mehr auf den Büchern. → Weitere Informationen zum Rechtsstreit
Mit der Werbeagentur Die Drei!, deren Markenname ebenfalls eingetragen ist, hatte man sich 2007 geeinigt und durfte fortan für das Verlagswesen, bei dem es markenrechtliche Überschneidungen gab, diesen Markennamen nutzen.
Der Kosmos-Verlag setzte seinerseits die Buchreihe unter bekanntem Titel und mit den bekannten Charakternamen fort.
Am 13. Februar 2008 vermeldete Sony BMG, dass sich Kosmos und Sony BMG auf einen neuen Lizenzvertrag geeinigt hätten. Die den Hörspielen zugrunde liegenden Buch- und Marken-Rechte verbleiben wie bisher beim Kosmos-Verlag, der auch für sämtliche sonstigen Verlagserzeugnisse auf Basis der Reihe verantwortlich zeichnet. Bei Europa verbleiben sämtliche Audionutzungsrechte unter Einschluss des gesamten Kataloges sowie Bühnen- und Theatershows und die Vermarktung von Merchandising-Lizenzen. Seit dem 4. April 2008 erscheinen damit wieder neue Folgen unter dem Titel Die drei ???, die wie in der Vergangenheit auf den Büchern vom Kosmos-Verlag basieren.
Die Original-Hörspiele der Serie DiE DR3i wurden zum 1. Januar 2009 eingestellt und sind im Handel nicht mehr regulär erhältlich.

## Charaktere
Die Dr3i sind ein Junior-Detektivteam, das in einem fiktiven kalifornischen Küstenstädtchen namens Rocky Beach (nahe Los Angeles) beheimatet ist. Zusammen mit Inspektor Milton vom Rocky Beach Police Department lösen sie ihre Fälle.

### Jupiter Jones
Jupiter ist der Anführer und erster Detektiv des Detektivbüros Die Dr3i. Er ist außerordentlich intelligent, was er auch gern zur Schau stellt. Daher wirkt er auf viele Leute neunmalklug und etwas arrogant. Im Detektivtrio lässt er zudem über seine Dominanz keinen Zweifel aufkommen. Wenn er nachdenkt, knetet er oft seine Unterlippe. Er lebt bei seiner Tante und seinem Onkel. Jupiters Onkel besitzt einen Gebrauchtwarenhandel, auf dessen Schrottplatz Die Dr3i in einem alten Wohnwagen ihre Zentrale haben. Jupiter ist übergewichtig und probiert die verschiedensten Diäten aus, ohne einen großen Erfolg damit zu verbuchen. Auch an Humor fehlt es ihm nicht. Er versteht es, Leute umzustimmen, indem er in seinem oft etwas komplizierten Tonfall längere Vorträge hält. (→ Justus Jonas von den drei ???)

### Peter Crenshaw
Peter ist der zweite Detektiv. Er ist groß, schlank und ein absoluter Sportfreund. Kaum einer ist so flink wie er, auch im Kampf verfügt er über klare Stärken. Obwohl er in Lagebesprechungen gewöhnlich sehr skeptisch oder gar ängstlich auftritt, zeigt er sich in konkreten Gefahrensituationen erstaunlich mutig. Seine gelegentliche Furcht speist sich aus seiner Neigung zum Aberglauben. Er ist ein Spezialist im Öffnen von Türen und Türschlössern, mit seinem beliebten Dietrich-Set öffnet er alle Türen. (→ Peter Shaw von den drei ???)

### Bob Andrews
Bob ist verantwortlich für Recherchen und Archiv. Er trägt Kontaktlinsen und gewinnt dadurch merklich an Attraktivität bei den Mädchen (was ihm durchaus bewusst ist und manchmal auch in Fällen eingesetzt wird). Da er früher in einer Bibliothek gearbeitet hat, besitzt er einiges an Erfahrung im Durchstöbern von scheinbar endlosen Archiven.(→ Bob Andrews von den drei ???)

## Sprecher

### Stammbesetzung
| Charakter          | Sprecher                             |
| ------------------ | ------------------------------------ |
| Erzähler           | Thomas Fritsch                       |
| Jupiter Jones      | Oliver Rohrbeck                      |
| Peter Crenshaw     | Jens Wawrczeck                       |
| Bob Andrews        | Andreas Fröhlich                     |
| Tante Mathilda     | Karin Lieneweg                       |
| Onkel Titus        | Hans Meinhardt (Andreas E. Beurmann) |
| Kommissar Reynolds | Wolfgang Draeger                     |
| Inspektor Milton   | Holger Mahlich                       |

### Gastsprecher
| - Rolf Nagel (Folge 1) - Konstantin Graudus (Folge 1) - Till Demtrøder (Folge 1) - Lutz Schnell (Folge 1) - Sabine Hahn (Folge 1) - Wolf Frass (Folge 1) - Erik Schäffler (Folge 1, 7) - Dietrich Adam (Folge 1, 3) - Wolfgang Völz (Folge 2) - Doris Kunstmann (Folge 2) - Utz Richter (Folge 2) - Enie van de Meiklokjes (Folge 2) - Klaus Dittmann (Folge 2) - Tilman Madaus (Folge 2) - Wanja Mues (Folge 3) - Christian Redl (Folge 3) - Bernd Stephan (Folge 3) - Anja Topf (Folge 3) - Eberhard Haar (Folge 3) - Patrick Bach (Folge 3, Hotel Luxury End) - Gustav-Adolph Artz (Folge 4) - Günter Lüdke (Folge 4) - Jürgen Thormann (Folge 4, Hotel Luxury End) - Wolfgang Berger (Folge 4) - Tim Wenderoth (Folge 4, 7) - Fabian Harloff (Folge 4) - Eckart Dux (Folge 5) - Gernot Endemann (Folge 5) - Lothar Grützner (Folge 5) - Sabine Schmidt-Kirchner (Folge 5) - Jennie Appel (Folge 5) | - Karl-Friedrich Gerster (Folge 5) - Traudel Sperber (Folge 6) - Judy Winter (Folge 6) - Martina Regenhardt (Folge 6) - Celine Fontanges (Folge 6) - Rainer Schmitt (Folge 6, 8) - Dirk Bach (Folge 6) - Lutz Harder (Folge 7) - Achim Schülke (Folge 7) - Marion Elskis (Folge 7) - Robin Brosch (Folge 7) - Jörg Gillner (Folge 7) - Micaëla Kreißler (Folge 7) - Michael Weckler (Folge 7) - Stefan Brönneke (Folge 8) - Jürgen Kluckert (Folge 8) - Arndt Schmöle (Folge 8) - Jelko von Tiele-Winckler (Folge 8) - Nana Spier (Folge 8) - Rainer Brandt (Folge 8) - Stephanie Kirchberger (Folge 8) - Klaus Herm (Folge 8) - Joachim Kerzel (Hotel Luxury End) - Lutz Mackensy (Hotel Luxury End) - Roman Kretschmer (Hotel Luxury End) - Holger Löwenberg (Hotel Luxury End) - Katja Brügger (Hotel Luxury End) - Saskia Weckler (Hotel Luxury End) - Nicolas König (Hotel Luxury End) - Bernd Klose (Hotel Luxury End) - Jan-David Rönfeldt (Hotel Luxury End) |

## Folgenindex der Hörspiele
Insgesamt wurden zwischen den Jahren 2006–2007 acht reguläre Hörspiele und ein Mitmachfall von den drei Detektiven veröffentlicht.

### Reguläre Folgen
| Folge | Titel                          | Autor                                                | Erscheinungsdatum |
| ----- | ------------------------------ | ---------------------------------------------------- | ----------------- |
| 1     | Das Seeungeheuer (Doppelfolge) | Hendrik Buchna                                       | 13. Oktober 2006  |
| 2     | Die Pforte zum Jenseits        | André Minninger                                      | 13. Oktober 2006  |
| 3     | Verschollen in der Zeit        | Hendrik Buchna                                       | 13. Oktober 2006  |
| 4     | Zug um Zug                     | Tim Wenderoth, Yona Franke, Moritz von Fulmenstöcker | 24. November 2006 |
| 5     | Das Haus der 1.000 Rätsel      | Hendrik Buchna                                       | 9. Februar 2007   |
| 6     | Tödliche Regie                 | André Minninger                                      | 23. März 2007     |
| 7     | … und der kopflose Reiter      | Tim Wenderoth                                        | 30. November 2007 |
| 8     | Der Jahrhundertstein           | Markus Winter                                        | 30. November 2007 |

### Spezielle Editionen

#### Hotel Luxury End
Hierbei handelt es sich um einen Mitmachfall auf einer Doppel-CD der DR3i, in dem der Hörer aktiv den Verlauf des Falls steuert. Dabei kann der Hörer zu insgesamt 16 verschiedenen Enden des Falls kommen. Die beiden CDs bestehen aus insgesamt 50 anwählbaren Titeln, die aus einer zweiminütigen Einführung besteht, die auf beiden CDs vorkommt, weiterhin 16 kurzen Titeln, die erklären, für welchen nächsten Schritt man sich entscheiden kann, und 32 Titeln im bekannten Erzählstil. Die Idee stammt vom Autor Ivar Leon Menger und wurde am 24. November 2006 im Handel veröffentlicht.
Der Autor hat bei der Auswahl der Handlung und Charaktere mindestens drei Anspielungen aus dem Roman Shining von Stephen King eingefügt:
1. Familie Torrance, die im Roman die Protagonisten sind
2. Lloyd, der Barkeeper (aus dem gleichnamigen Film von Stanley Kubrick)
3. Mr. Overlook, Overlook ist der Name des Hotels in Shining
4. Mr. Overlook, der von Jack Nicholsons deutscher Synchronstimme Joachim Kerzel gesprochen wird, der im Film allerdings nicht ihn, sondern dessen Boss synchronisiert hat
5. Mr. Stanley, dessen Name eine Anspielung auf den echten Namen des Hotels aus The Shining (The Stanley) ist.

#### Jupiter vs. Justus – Die Dr3i geben auf
Zum Abschied der Serie DiE DR3i wurden von Oliver Rohrbeck und seiner Lauscherlounge ein kostenloses Minihörspiel mit Justus Jonas und Jupiter Jones veröffentlicht. Justus Jonas – bekannt als 1. Detektiv aus Rocky Beach – bekommt in seiner Zentrale einen Anruf. Ein komischer Typ namens Jupiter von Die Dr3i erzählt was von gleichen Freunden, komischen Namen und will ihm sein Detektivbüro zurückgeben. Justus steigt noch nicht ganz dahinter, aber er glaubt, Die drei ??? haben einen neuen Fall! Die Idee stammt von Katrin Wiegand und wurde am 2. April 2008 als Download zur Verfügung gestellt.

## Verbindung zwischenDie drei???undDiEDR3i
Europa hat bei den Hörspielen der DR3i verschiedene Easter Eggs versteckt. An mehreren Merkmalen wird auf eine Verbindung zwischen den drei ??? und den DR3i hingewiesen.

### Folgennummern
Offenbar wurde für die Fans die alte Nummerierung (d. h. nach Folge 120) weitergeführt, wenn auch in versteckter Art und Weise. Die inoffiziellen Nummern finden sich direkt auf dem Coverbild:
| Folgennummer der drei ??? | Folgennummer der DR3i | Hinweis |
| ------------------------- | --------------------- | --- |
| 121                       | 1                     | Teil 1: Auf dem Schild, das zu dem Boot gehört; Teil 2: Auf der Telefonnummer, die unter dem Schild klebt                                 |
| 122                       | 2                     | Hausnummer auf der linken Seite |
| 123                       | 3                     | Unterhalb der Tragfläche des Flugzeugs |
| 124                       | 4                     | Auf der Postkarte als Hausnummer der Anschrift                                                                                            |
| 125                       | 5                     | Auf dem Gürtel neben dem geöffneten Karton                                                                                                |
| 126                       | 6                     | Auf dem Ringbuch, das auf dem Mischpult liegt                                                                                             |
| 127                       | 7                     | In der Digitalanzeige des Autos |
| 128                       | 8                     | auf dem Notizblock vor dem Teller mit dem Kuchenstück (auf dem CD-Cover teilweise vom N des Schriftzugs "Neues aus Rocky Beach" verdeckt) |

### Verweis aufDie drei???
In Folge 8 Der Jahrhundertstein wird direkt auf Die drei ??? verwiesen, denn Jupiter erwähnt, dass sie Taro bereits aus dem Fall Goldener Gürtel kennen. Dies ist die Folge 22 Die drei ??? und der verschwundene Schatz. Hierbei kommt Taro (beide mit gleichen Nachnamen) vor. Erwähnenswert ist, dass es sich hierbei um verschiedene Autoren handelt.
Auch in Folge 7 … und der kopflose Reiter findet man Hinweise auf die Folge 34 der drei ??? … und der rote Pirat durch ein Zombiefilmzitat. Eine weitere, vermeintliche Anspielung ist mit der Folge 125 der drei ??? Feuermond zu erkennen, in der die Zentrale wieder unter Schutt begraben wird. Die Dr3i planen, die Zentrale wieder eindeutig zu verstecken, um sich wieder näher an den alten Originalgeschichten zu positionieren und die Geheimgänge besser nutzen zu können.

## Trivia
Als Folge 8 war zunächst die Geschichte Das lebende Gemälde von André Minninger geplant. Stattdessen erschien Der Jahrhundertstein als Folge 8. Durch die Beendigung des Rechtsstreits und die damit einhergehende Einstellung der Serie wurde Das lebende Gemälde aber nicht mehr als DiE-DR3i-Folge veröffentlicht. 2010 erschien die Geschichte leicht umgearbeitet als TKKG-Folge 171. Auch eine Folge von Tim Wenderoth namens Der Unsichtbare war als DiE-DR3i-Folge vorgesehen, wurde jedoch nach Einstellung der Serie unter Wenderoths Pseudonym Tom Kerblau als TKKG-Folge 167 veröffentlicht.
Ferner schrieb Markus Winter drei unveröffentlichte Folgen. 28 Stufen erschien später als Folge der Sherlock Holmes Chronicles; Die unterirdische Kathedrale erschien unter dem Titel Die Kathedrale der Macht als erste Folge der Serie Ein Fall für die Rosen. Das Zeichen des Harlekins bleibt bis heute unveröffentlicht. Ebenfalls unveröffentlicht bleibt eine von Ivar Leon Menger verfasste, namentlich unbekannte Doppelfolge.
In jeder Folge – sowohl bei Die drei ??? wie auch bei DiE DR3i – wird mindestens einmal die Visitenkarte der Detektive angeboten. Bei Die drei ??? wird diese auch fast immer vorgelesen, entweder komplett oder zumindest in Auszügen. Bei DiE DR3i hingegen lehnen die Empfänger der Karte jedes Mal dankend ab.
Ursprünglich hatte Markus Winter die Folge Der Jahrhundertstein als Geschichte von Die drei ??? geschrieben. Daher trug diese ursprünglich den Titel Die drei ??? und der einarmige Bogenschütze. Winter hatte sich mit diesem Manuskript 2001 beim Kosmos-Verlag beworben, wurde jedoch abgelehnt. 

## Auszeichnungen
- Kids-Award (100.000 verkaufte Tonträger)
  - 5× Gold für die Folgen 1–5[3]